# Fernando Vélez
Fernando Vélez Barrientos (Hatoviejo, 27 de octubre de 1847-Roma, 8 de julio de 1935) fue un político y abogado colombiano. 
Se desempeñó como gobernador de Antioquia en 1894. 

## Biografía
Nació en Bello, Antioquia, cuando aún se llamaba Hatoviejo. Hijo de Manuel María Vélez Arango y de Amalia Barrientos Velásquez, era hermano del también político y comerciante Lucrecio Vélez Barrientos. Estudió Jurisprudencia y Ciencias Políticas en el Colegio del Estado de Antioquia, actual Universidad de Antioquia, de donde se graduó en 1869, siendo la segunda persona en graduarse de Derecho allí. 
Inició su carrera como oficial escribiente del senador Luis María Isaza. Fue elegido miembro de la Asamblea de Antioquia en 1871, 1873, 1875, 1882, 1888 y 1894. Entre 1889 y 1893 fue Representante a la Cámara. Entre 1880 y 1883 vivió en París y Roma. Fue Secretario de Gobierno de Antioquia durante los mandatos de Miguel Vásquez Barrientos, en 1893, y de Julián Cock Bayer, en 1895, desempeñándose como Gobernador de Antioquia entre junio y agosto de 1894, en el período que transcurrió desde el final del gobierno de Vásquez hasta el inicio del gobierno de Cock. Fue elegido como Magistrado de la Corte Suprema de Justicia en 1901, pero rechazó el puesto. 
Fue el autor de varias obras sobre el Código de Minas y sobre Derecho Civil, algunas como: Estudio sobre el derecho civil colombiano, Datos para la historia del derecho nacional (1891) y Colombia, leyes y decretos (1890). Se desempeñó como profesor de varias cátedras universitarias en la Universidad de Antioquia, entre ellas las de Derecho Civil, Derecho Mercantil, Economía Política y Derecho internacional público y privado. Fue miembro fundador de la Academia Antioqueña de Historia, presidente de la Sociedad Antioqueña de Jurisprudencia, accionista de la Sociedad del Zancudo, miembro de la Asamblea Católica de Antioquia y abogado del Departamento de Antioquia en el pleito contra de la empresa inglesa Mc Tagartt, Lowe and Co., a causa de incumplimientos en la construcción del Ferrocarril de Puerto Berrío a Medellín.
Vélez se retiró de la vida pública en 1898, estableciendo un consultorio jurídico en asociación con Libardo López. En 1917 abandonó Colombia y se estableció en Europa, específicamente en Mánchester, para después trasladarse a Roma, ciudad donde murió en julio de 1935.